# Карбонитрация
Карбонитра́ция — это технический процесс металлургического изменения поверхности, используемый для повышения твёрдости поверхности металла, тем самым снижая его износ. Во время этого процесса, атомы углерода и азота диффундируют в структуру металла, создавая препятствия для скольжения дислокаций, и повышая твёрдость и упругость у поверхности материала. Карбонитрация часто применяется для недорогой, легко обрабатываемой машинами низкоуглеродистой стали для придания её поверхности свойств более дорогих и сложных в обработке марок стали. Твёрдость поверхности карбонитрированной стали составляет от 55 до 62 HRC.
В некоторых случаях процессы закалки стали до промышленной обработки включают в себя работу не только богатыми углеродом материалами, такими как уголь, но и с богатыми азотом материалами, такими как мочевина, это подразумевает, что традиционные методы упрочнения поверхности появились от карбонитрации.